# (42756) 1998 SA63
1998 أس أي 63 (ويعرف أيضًا باسم (42756) 1998 أس أي 63 وفق تسمية الكوكب الصغير) (بالإنجليزية: 1998 SA63)‏ هو كويكب ضمن حزام الكويكبات؛ وترتيبه 42756 من حيث الاكتشاف.
اكتُشف هذا الجُرم الفلكي بواسطة برنامج شميدت للكويكبات في بكين في 25 سبتمبر 1998.

## وصلات خارجية
- (42756) 1998 SA63 في قاعدة بيانات مختبر الدفع النفاث لأجرام النظام الشمسي الصغيرة

- الاكتشاف · مخطط المدار ·  العناصر المدارية · المعلمات المادية

- (42756) 1998 SA63 على موقع ويكي سكاي: DSS2, SDSS, GALEX, IRAS, Hydrogen α, X-Ray, Astrophoto, Sky Map, Articles and images